# Fränsta IK
Fränsta IK är en idrottsklubb som bildades den 27 februari 1920 i Fränsta av Theofil Lindström. Klubben har ett antal olika idrottssektioner (Innebandy, Fotboll, Motion). Inför säsongen 2024 spelar man i division 3 efter att man avancerat från division 4. Säsongen 2018/2019 blev herrlaget i innebandy historiskt då man tog sig till divsion 1 kval för första gången.

## Spelare som representerat Fränsta IK
- Benny Matsson (Numera är han tränare för GIF Sundsvall)
- Magnus Eriksson

## Sektioner
- Fotboll
- Innebandy (tog över Fränsta IBK verksamhet)
- Motion (Tennis/Badminton/Skidor/Innebandy)

## Innebandy
Innebandy togs över från Fränsta IBK. Man har ett herrlag som spelar i division 2 och ett damlag som spelar i division 1 samt ett antal ungdomslag. Innebandysektionen har cirka 150 aktiva.